# Барышье
Бары́шье — село в Брянском районе Брянской области, в составе Новосельского сельского поселения. Расположено в 2 км к юго-востоку от села Новосёлки, на левом берегу Судости. Население — 14 человек (2010).

## История
Впервые упоминается в начале XVII века как существующее село с ветхой церковью Космы и Дамиана, владение Сумароцких (позднее — Зиновьевых, Бахтиных, Замятниных, Тютчевых, Небольсиных, Фоминых и др.). До XVIII века входило в состав Подгородного стана Брянского уезда.
В первой половине XIX века М. П. Бахтин построил здесь обширный дом с садом и оранжереей (не сохранились), новый каменный храм (1829—1834). После передачи имений Бахтина государству, в Брянском уезде в 1840-х гг. была образована особая волость для государственных крестьян (центр — село Барышье), с 1855 присоединённая к Супоневской «экономической» волости.
С 1861 по 1924 год Барышье входило в Госамскую волость Брянского (с 1921 — Бежицкого) уезда; в 1924—1929 гг. — в Овстугскую волость. В 1887 году была открыта школа грамоты, позже преобразованная в церковно-приходскую.
С 1929 года состояло в Жирятинском районе, при временном упразднении которого (1957) вошло в Брянский район.
В 1920-е гг. входило в Шапкинский сельсовет; с 1930-х гг. до 1954 — центр Барышенского сельсовета.

## Достопримечательности
- Храм во имя Космы и Дамиана — памятник архитектуры первой половины XIX века (восстанавливается)[2]:158-159.